# SU-122
Le SU-122 est canon automoteur soviétique mis en service en 1942, utilisé lors de la Seconde Guerre mondiale et basé sur le châssis du T-34.

## Historique
Avec le succès du Sturmgeschütz III (StuG III) allemand et d’autres canons d’assaut automoteurs, le haut commandement soviétique a demandé aux bureaux d’études de commencer le développement de canons d’assaut. Utilisant une large sélection d’armements allant de leurs canons de campagne ZiS-3 de 76,2 mm aux canons M-30 de 122 mm et même les obusiers ML-20 de 152 mm.
Considérés comme moins chers et plus faciles à produire que les chars ordinaires en raison de l’absence de tourelle, les canons automoteurs pouvaient être fabriqués en grand nombre et soutenir des canons plus gros que ceux qui pouvaient être montés sur les tourelles des chars moyens. Le seul inconvénient de la conception était un gisement limité du canon de sorte qu’il était démuni dans les situations de combat rapproché.
Le prototype de canon d’assaut était armé du 122 mm et était assez similaire à la conception du StuG III, désigné SG-122, dont seuls dix ont été fabriqués en raison de problèmes de fiabilité.
L’étape suivante consistait à prendre le char standard de l'armée soviétique, le T-34, et à le convertir en canon d’assaut. Le prototype prit le nom d'U-34 et a été créé à l’été 1942 dans l’usine de construction mécanique UZTM par N. W. Kourine et G. F. Ksjounine. Initialement, il possédait le canon de 76,2 mm installé sur la tourelle du T-34, mais étant 70 cm plus bas que ce dernier et ayant plus de blindage avec un poids plus léger, il n’est pas entré en production.
Un autre travail a été fait pour combiner les caractéristiques de l’U-34 avec celle du SG-122. Achevé vers la fin de l’été 1942, il combinait le châssis de l’U-34 avec l’armement de 122 mm placé avec le moins de modifications possibles pour garder la conception abordable et facile à produire. Cette nouvelle conception, renommée l’U-35, a été créée le 25 novembre 1942 et a été envoyée pour évaluation. Des défauts ont été découverts dans le mécanisme d’élévation, le système de chargement et la ventilation de l’équipage. Malgré ces défauts, le véhicule a d’abord été accepté en service sous le nom de SU-35, puis rebaptisé SU-122.
Plusieurs modifications ont été apportées au véhicule pendant la production, telles que des simplifications de la conception, une modification de l’aménagement intérieur, la suppression des fentes de vision et l’ajout d’un périscope de commandant.
La production commence en décembre 1942 et se poursuit jusqu’à l’été 1944 avec 1 148 unités produites au total.

## Variantes
- SU-122 : Armée du canon de 122 mm M-30.
- SU-85 : Armée du canon de 85 mm D-5T.
  - SU-85M :SU-85 dotée de la casemate du SU-100, plus vaste, qui peut transporter jusqu'à 60 obus plutôt que 48. Même coupole de chef de char que le T-34-85.
- SU-100 : Armée du canon de 100 mm D-10
- SU-122P : Armée du canon D-25S de 122 mm.
- SU-122-54 : Chasseur de chars basé sur le char T-54, armé du canon D-25 de 122 mm armant le T-10.